# 喬治·拜爾斯
喬治·拜爾斯（英語：George Byers；1996年5月29日—）是一位蘇格蘭足球運動員，在場上司職中場。現效力於英甲球隊錫周三。他在7歲時就加盟沃特福德。他在2015年1月17日首次代表沃特福德成人隊出場。